# Норфолк-спаниель
Норфолк-спаниель, или шропширский спаниель (англ. Norfolk Spaniel), — вымершая в начале XX века порода собак. Первоначально считалось, что она возникла в результате селекционной работы одного из герцогов Норфолка, но эта теория была опровергнута после того, как была подвергнута сомнению в конце XIX века. Термин использовался для обозначения спаниелей типа «спрингер», которые не были ни суссекс-, ни кламбер-спаниелями. Также были попытки использовать это название, чтобы указать породу, которая позже станет известной как английский спрингер-спаниель.
Норфолкский спаниель, чёрно-белого или печёночное-белого окраса, был описан как большой кокер-спаниель. Клуб спаниелей установил стандарт породы для норфолкских спаниелей, но представители породы сильно различались по всей Англии. Они трудно поддавались дрессировке, но сильно привязывались к своим владельцам и применялись для охоты как на суше, так и на воде.
Порода перестала существовать после 1903 года, когда была преобразована в новую породу английского спрингер-спаниеля, созданную Английским клубом собаководства для всех спаниелей этого типа.

## История происхождения
Норфолк-спаниель, как полагают, произошел в результате скрещивания спаниелей с черно-подпалым терьером. Созданием породы занимался неизвестный герцог Норфолкский. Однако, более поздние историки не соглашаются с этой теорией и утверждают, что собаки герцога Норфолка были в типе кинг-чарльз-спаниелей, и что терьеры не имели никакого отношения к происхождению норфолк-спаниелей.
Теория создания породы герцогом Норфолком, была опровергнута исследованием Джеймса Фэрроу, заводчиком спаниелей XIX века, который написал Генри Фицалану-Говарду, XV герцогу Норфолка, чтобы узнать правду о происхождении породы. Герцог опроверг какую-либо связь с породой, хотя и утверждал, что его дед, Генри Говард, XIII герцог Норфолкский, владел сассекс-спаниелями. Письмо герцога было напечатано в The Kennel Gazette в 1899 году. Альтернативная версия происхождения была предложена Роудоном Бриггсом Ли во втором томе его работы 1897 года «История и описание современных собак Великобритании и Ирландии». Ли утверждал, что норфолк-спаниель произошел от скрещивания водяного спаниеля с кудрявой шерстью и сассекс-спаниеля или с другой разновидностью спаниеля.
В XVII веке спаниели были разделены на три категории: наземные спаниели, водяные спаниели и декоративные спаниели. Наземные спаниели были разделены на два типа: кокер-спаниель и спрингер-спаниель. Именно внутри группы спрингер-спаниелей оказались норфолк-спаниель, сассекс-спаниель и кламбер-спаниель. К 1860-м годам порода была описана как «самая распространенная порода в Англии», однако внутрипородное разнообразие типов и внешних характеристик было такое, что единственным общим показателем был рост около 41 см в холке.
Клуб спаниелей был основан в 1885 году. Был утвержден стандарт породы для норфолк-спаниеля, признававший его разновидностью спаниеля. Тем не менее, широкая публика признавала его только в виде общего названия для разных видов спаниелей. К 1890-м годам эта порода распространилась по всей Англии, что привело к тому, что ведущие авторы литературы на кинологическую тематику, такие как Роудон Бриггс Ли, подвергли сомнению подлинность теории происхождения норфолк-спаниелей, и саму возможность объединения различных печёночно-белых спаниели со всей Англии в единую породу: «Лично я вообще не считаю коричнево-белых спаниелей какой-либо конкретной породой, и не верю, что они произошли из графства Норфолк». Он заявляет, что в Девоншире существуют похожие собаки, происходящие не из Норфолка, и что такие спаниели появились раньше, чем началось скрещивание черно-подпалых терьеров с обычным спаниелем.
Ф.Мерсер описал породу в 1890 году как «практически вымершую в чисто-породном виде», с её печеночно-белым окрасом, встречающимся в большом количестве у разных пород спаниелей и также дискредитирует теория происхождение при участии герцога Норфолка.
Кеннел-клуб объединил всех спаниелей со средней длиной ног, которые не являлись кламбер-спаниелями и суссекс-спаниелями, в породу спрингер-спаниель в 1902 году. Норфолк-спаниель также попал в эту группу, с обозначением внутри-породного типа «норфолк-спаниель», но в конечном итоге термин был отвергнут, поскольку Клуб полагал, что порода всегда была печеночно-белого цвета и не нуждается в отдельном обозначении. Изменение терминологии не было гладким и немедленным. Джеймс Уотсон в своей работе 1905 года «Книга о собаках» все ещё называл норфолк-спаниеля отдельной породой. В данный момент «норфолк-спаниель» считается прежним названием английского спрингер-спаниеля до признания его в Кеннел-клубе.

## Внешний вид
Белая в печёночных или черных пятнах собака. Стандарт породы от 1859 года устанавливал рост в холке 43—46 см. У него были длинные ноги, уши с очесами, белая область на лбу, которая, как говорили, «добавляла много к его красоте». Отличия от английского спрингер-спаниеля включали более широкий череп и более короткую шею. Норфолк-спаниеля также можно сравнить с английским сеттером в его строении, форме и пропорциях, хотя это и были собаки гораздо меньшего размера. В то время как другие полевые спаниели этой эпохи демонстрировали цвета, отличные от печеночно-белого или печеночно-черного, норфолк-спаниели были только этих двух окрасов. Специфические для породы качества сильно различались, так как в некоторых областях линии разведения не ограничивались чисто-породными представителями и допускалось скрещивание с сассекс и кламбер-спаниелями.
К концу XIX века описание норфолк-спаниеля изменилось незначительно. Стандарт породы, установленный Клубом спаниелей в 1897 году гласил: не кудрявая черно-белая или печёночно-белая шерсть, достаточно тяжелое тело и ноги длиннее, чем у других полевых спаниелей, но короче, чем у ирландских водяных спаниелей, глубокая грудь с длинными наклонными плечами и сильной спиной и поясницей, а также характерные черты спаниеля, такие как висячие уши. Этот стандарт также включал требование купировать хвост. Вкратце, стандарт описывает норфолка, как большого кокер-спаниеля.

## Особенности породного поведения
Норфолк-спаниель чувствовал бы себя несчастным, оставаясь один, поскольку они сильно привязывались к владельцам. По сравнению со спрингер-спаниелями XIX века, они были более вспыльчивы и могли быть жесткими и своевольными, если не были успешно сломлены. Некоторые представители породы могли быть шумными, и их описывали как «болтливых», так как они издавали звуки во время охоты, похожие на гончих. В то время как другие были намного тише.
Норфолк-спаниеля использовали в охоте в различных областях. Порода была полезна как на суше, так и в воде. В частности, он стал успешным помощником охотников в Америке, и к началу XX века был популярен в окрестностях Бостона. Клуб спаниелей Америки описал норфолк-спаниелей как не менее полезных при подносе дичи из воды, чем чесапик-бей-ретривер.